# 埃尔坎盖姆勒塞克
埃尔坎盖姆勒塞克（法語：Erquinghem-le-Sec，法語發音：[ɛʁkɛ̃ɡɛm lə sɛk]）是法国上法蘭西大區北部省的一个市镇，属于里尔区和里尔欧洲都会区。

## 地理
埃尔坎盖姆勒塞克（50°36'47"N, 2°55'54"E）面积1.75 平方千米，位于法国上法蘭西大區北部省，该省份为法国最北部的省份及最长的省份，西北濒北海，西接加来海峡省，南至埃纳省和索姆省，东与比利时接壤。
与埃尔坎盖姆勒塞克接壤的市镇（或旧市镇、城区）包括：埃科贝克、博康-利尼、阿莱讷莱欧布尔丹。
埃尔坎盖姆勒塞克的时区为UTC+01:00、UTC+02:00（夏令时）。

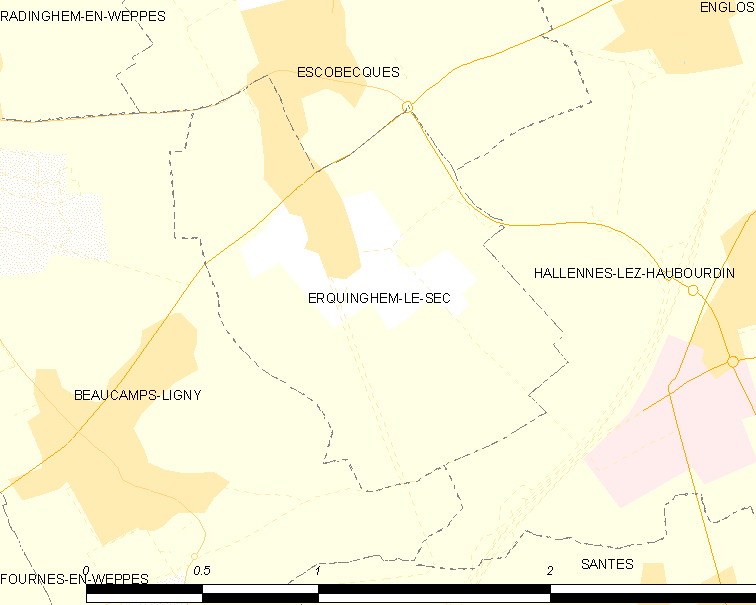
埃尔坎盖姆勒塞克的OSM定位图

## 行政
埃尔坎盖姆勒塞克的邮政编码为59320，INSEE市镇编码为59201。

## 政治
埃尔坎盖姆勒塞克所属的省级选区为里尔第六县。

## 人口

1962-2008年间埃尔坎盖姆勒塞克人口变化图示

埃尔坎盖姆勒塞克于2022年1月1日时的人口数量为624人。